# My Love Patzzi
My Love Patzzi (en hangul, 내 사랑 팥쥐), titulada en español como Patzzi, mi amor, es una serie de televisión surcoreana de comedia romántica emitida originalmente durante 2002 basada en el cuento popular coreano Kongji y Patzzi (콩쥐팥쥐전), que posee un parentesco al cuento occidental de La Cenicienta, donde Kongji es la niña bonita que se queda con el príncipe y Patzzi es la malvada chica que todo el mundo detesta. La trama del cuento se adapta en esta serie a la modernidad.
Es protagonizada por Jang Nara anteriormente conocida por su papel en Successful Story of a Bright Girl, Kim Rae Won y Kim Jae-won en Wuri's Family y Hong Eun Hee en Sangdo. Fue transmitida en su país de origen por MBC desde el 26 de agosto hasta el 24 de septiembre de 2002, con una extensión de 10 episodios emitidos cada lunes y martes las 21:55 (KST).

## Sinopsis
En la escuela primaria, a Song Yee le gusta Sung Hyun, y cuando Hee Won se entera de ello, se pone furiosa por ello y después de un incidente en el cual el profesor pide a los niños que elijan un con quien quieren sentarse para la nueva disposición de los asientos, Song Yee agarra de inmediato la mano de Hyun Sung, él se sobresalta, pero es el turno de Song Yee para ser sorprendido cuando Hee Won camina hasta ellos y extiende su mano a Sung Hyun. Ella entonces amablemente declara que no tiene que ir con ella si él no quiere. Hyun Sung toma un momento y mira a Song Yee que forzosamente le tomó la mano, luego mira a Hee Won, que gentilmente propuso tomar la suya. Haciendo su elección, él aleja a Song Yee y toma la mano de Hee Won. Naturalmente, Song Yee no está demasiado contento con esto, furiosa, ella lanza su zapato a Hee Won y luego procede a golpearla.
Años más tarde después de una obra de escuela un poco desastrosa, Song Yee es despedida de su trabajo, como una miembro del personal de la escuela,  ya que permite que los niños realicen una versión alterada de Patzzi y Kongji, donde Patzzi gana el amor del príncipe después de que él descubre que Kongji, la bonita, es manipuladora y falsa. Pasando este cuento popular clásico a trastornar la escuela y los padres, lo que resulta en su despido. Hee Won, al ver que ella necesita un nuevo empleo, ayuda a Song Yee a conseguir un trabajo en el parque de atracciones en el que trabaja,  como una mascota, teniendo que usar un enorme disfraz. Song Yee, que normalmente es calmada, no disfruta de este trabajo demasiado, y es visto por Hyun Sung —que también trabaja en el parque de atracciones— y su amigo, Yang Sam Yeol, molestando a algunos niños después de haber tocado su pecho. Después de una persecución inicial, la toma y se sorprende al saber que es una chica.
No es solamente Hyun Sung que le gusta Hee Won, su amigo, Sam Yeol, se enamoró de ella a primera vista y planifica hacer que Hee Won se enamorase de él fingiendo que le gusta Song Yee. En los próximos días, Hyun Sung y Song Yee siguen teniendo enfrentamientos, aunque empieza a acercarse un poco más suave con ella pensando que Sam Yeol le gusta. Cuando ella descubre que él sólo pretendía estar con ella porque quería a Hee Won, ella no lo toma muy bien y una vez más, decide demostrar su ira.
Si bien la planificación de simplemente hacer un poco de daño para salvarse, hace que Seung Joon inadvertidamente vaya a pedir ayuda. Al ver que él necesita ayuda, ella termina salvándole y haciéndole enamorarse con el ángel que lo rescató. Él no sabe quién es, pero tiene su abrigo y utiliza eso para buscarla. Además de ganar el afecto de Seung Joon, Hyun Sung comienza a verla como una nueva oportunidad, ya que con el tiempo se convierten en amigos. Hee Won, al ver que dos hombres han enamorado de Song Yee, procede a hacer lo que mejor sabe hacer e intenta poner en juego su plan más difícil, robar el amor de Seung Joon, al mismo tiempo que Song Yee quede mal en el proceso, aunque Seung Joon podría ser más difícil de enamorar de lo que esperaba en un principio.

## Reparto

### Personajes principales
- Jang Nara como Yang Song Yee.
  - Lee Se Young como Song Yee (joven).
- Kim Rae Won como Kim Hyun Sung.
- Kim Jae-won como Kang Seung Joon.
- Hong Eun Hee como Eun Hee Won.

### Personajes secundarios
- Kang Rae Yeon como Hwangbo Yu Ri.
- Kim Kyung Shik como Yang Sam Yeol / Yoo Bin.
- Shin Dong-mi como Noh Ji-young.
- Park Kwang Jung como Nam Joo Im.
- Heo Jung Min como Moon Seung Man.
- Park In-hwan como Técnico.

## Emisión internacional
- China: CCTV-8.
- Hong Kong: ATV y TVB.
- Macao: ATV.
- Singapur: Channel U.
- Taiwán: Videoland Drama.